# Myrcianthes oreophila
Espèce
Statut de conservation UICN

 VU (needs updating) B1+2c : Vulnérable
Synonymes
- Eugenia oreophila Diels[1]

Myrcianthes oreophila est une espèce de plantes à fleurs du genre Myrcianthes et de la famille des Myrtaceae. C'est un arbre endémique des Andes au Pérou.